# لا سيخا
لا سيخا هي مدينة من مدن كولومبيا. يبلغ عدد سكانها 52،723 نسمة وذلك حسب إحصائيات سنة 2015. يبلغ ارتفاع المدينة عن سطح البحر قرابة 2200 متر. تبلغ مساحتها 131 كم². تقع على خط عرض 6.01083 وخط طول -75.4275.

## أعلام
- فرناندو جافيريا
- خوسيه غوستافو ميسيل راميريز
- خوان دييغو راميريز
- جوليانا جافيريا
- كارلوس مونيوث